# Trash (gra komputerowa)
Trash – gra komputerowa wydana przez Inhuman Games w 2005 roku.
Gra RTS, akcja rozgrywa się w realiach postapokaliptycznych, w którym ścierają się dwie nacje: Ludzie i Mutanci.

## Rozgrywka
Przed rozpoczęciem grania graczy/boty dzieli się na grupy (minimum 2), oraz wybiera rasę.
Sama rozgrywka polega na pokonaniu wszystkich przeciwników.

## Odbiór
Serwis GameTunnel przyznał Trash tytuł gry roku 2005 w kategorii gier wieloosobowych.